# スイング・ステート (映画)
『スイング・ステート』（Irresistible）は2020年に配信されたアメリカ合衆国のコメディ映画。監督はジョン・スチュワート、出演はスティーヴ・カレルとクリス・クーパーなど。スイング・ステートの1つであるウィスコンシン州の小さな町の町長選挙に首都ワシントンから乗り込んだ民主党のエリートが悪戦苦闘する姿を通して、近年の世界の民主主義に疑問を投げかけた社会派コメディ。

## ストーリー
アメリカ大統領選において、ウィスコンシン州はスイング・ステートの一つである。民主党陣営の選挙キャンペーンを仕切るゲイリーは、同州で勝利を収めるべく農村票の獲得に乗り出した。ところが、民主党には農村部に暮らす人々に届く言葉を発信できる人がほとんどいなかった。そんなある日、ゲイリーはネット上のある動画に注目した。そこには、退役軍人（ジャック）が外国人労働者のために声を上げる姿が映っていた。ゲイリーはジャックが暮らすディアラーケンに急行し、彼に「民主党から市長選へ出馬しないか」と打診した。長らく海軍に奉職した人間の言葉なら、農村部の人々も耳を貸すだろうと考えたのである。
ゲイリーは「ディアラーケンは小さな街なので、民主党が総力を挙げればあっさり勝利できるだろう」と油断していたが、予期せぬ事態が発生した。共和党も市長選に本腰を入れ始めたのである。しかも、共和党の選対責任者はゲイリーの宿敵、フェイスであった。

## キャスト
※括弧内は日本語吹替。
- ゲイリー・ジマー: スティーヴ・カレル（飛田展男）
- フェイス・ブリュースター: ローズ・バーン
- ジャック・ヘイスティングズ: クリス・クーパー（立川三貴）
- ダイアナ・ヘイスティングズ: マッケンジー・デイヴィス（村中知）
- カート・ファーランダー: トファー・グレイス
- ティナ・デ・テサント: ナターシャ・リオン
- ニック・ファーランダー: ウィル・サッソー
- ローウェル: C・J・ウィルソン（英語版）
- ブラウン市長: ブレント・セクストン（英語版）（石住昭彦）
- エヴァン: アラン・アイゼンバーグ（英語版）
- バブス・ガーネット: デブラ・メッシング
- マイケル・ガーネット: クリスチャン・アダム
- オーティス艦長: ウィル・マクローリン
- エルトン・チェンバーズ: ビル・アーウィン

## 製作
2018年10月3日、ジョン・スチュワート監督の新作映画の製作に着手しており、スティーヴ・カレルに出演オファーが出ているとの報道があった。2019年3月4日、ローズ・バーンが本作の出演交渉に臨んでいると報じられた。3月19日、クリス・クーパーが本作に出演すると発表された。4月、マッケンジー・デイヴィスとトファー・グレイスの出演が決まった。同月22日、デブラ・メッシングが自身のInstagramで本作への出演が決まったと報告した。5月、ナターシャ・リオン、ウィル・サッソー、C・J・ウィルソンが本作に出演することになったとの報道があった。6月、ブレント・セクストンがキャスト入りした。

### 撮影・音楽
2019年4月22日、本作の主要撮影がジョージア州アトランタで始まった。2020年3月2日、ブライス・デスナーが本作で使用される楽曲を手掛けるとの報道があった。

## 公開・マーケティング
当初、本作は2020年5月29日に全米公開される予定だった。しかし、3月中旬、アメリカで新型コロナウイルスの感染が拡大し、映画館のほとんどが休業に追い込まれた。そうした事態を受けて、配給元のフォーカス・フィーチャーズは本作を同年6月28日にデジタル配信すると発表した。
2020年1月23日、本作のオフィシャル・トレイラーが公開された。

## 評価
本作に対する批評家の評価は平凡なものに留まっている。映画批評集積サイトのRotten Tomatoesには213件のレビューがあり、批評家支持率は43%、平均点は10点満点で5.43点となっている。サイト側による批評家の見解の要約は「才能豊かな俳優・スタッフを揃えているが、その出来は彼/彼女らの才能の総和に見合うものではなく、ソフトな政治風刺映画に留まっている。『Irresistible』というタイトルが付いているが、同作に抗えぬ魅力はない。」となっている。また、Metacriticには49件のレビューがあり、加重平均値は47/100となっている。